# Mónaco en los Juegos Olímpicos de Río de Janeiro 2016
Mónaco participó en los Juegos Olímpicos de Río de Janeiro 2016 con un total de tres deportistas, que compitieron en tres deportes. El yudoca Yann Siccardi fue el abanderado en la ceremonia de apertura.

## Participantes

### Atletismo
Los atletas monegasco lograron clasificarse en los siguientes eventos:
| Atleta     | Evento                | Eliminatoria | Eliminatoria | Semifinal | Semifinal | Final     | Final     |
| Atleta     | Evento                | Resultado    | Posición     | Resultado | Posición  | Resultado | Posición  |
| ---------- | --------------------- | ------------ | ------------ | --------- | --------- | --------- | --------- |
| Brice Etès | 800 metros masculinos | 1:50.40      | 8            | No avanzó | No avanzó | No avanzó | No avanzó |

### Gimnasia

#### Artística
Mónaco recibió una invitación por parte de la Comisión Tripartita para enviar a un gimnasta a los Juegos; esta será la primera participación de ese país en gimnasia desde 1920.
| Atletismo      | Evento    | Clasificación | Clasificación | Clasificación | Clasificación | Clasificación | Clasificación | Clasificación | Clasificación | Final     | Final     | Final     | Final     | Final     | Final     | Final     | Final     |
| Atletismo      | Evento    | Aparato       | Aparato       | Aparato       | Aparato       | Aparato       | Aparato       | Total         | Posición      | Aparato   | Aparato   | Aparato   | Aparato   | Aparato   | Aparato   | Total     | Posición  |
| Atletismo      | Evento    | S             | CA            | A             | Sa            | BP            | BH            | Total         | Posición      | S         | CA        | A         | Sa        | BP        | BH        | Total     | Posición  |
| -------------- | --------- | ------------- | ------------- | ------------- | ------------- | ------------- | ------------- | ------------- | ------------- | --------- | --------- | --------- | --------- | --------- | --------- | --------- | --------- |
| Kevin Crovetto | Masculino | 12.858        | 11.800        | 12.866        | 13.166        | 12.700        | 12.666        | 76.056        | 49            | No avanzó | No avanzó | No avanzó | No avanzó | No avanzó | No avanzó | No avanzó | No avanzó |

### Judo
| Athlete       | Event            | Primera ronda | Segunda ronda      | Tercera ronda | Cuartos de final | Semifinal | Repechaje | Final / MB | Final / MB |
| Athlete       | Event            | Resultado     | Resultado          | Resultado     | Resultado        | Resultado | Resultado | Resultado  | Posición   |
| ------------- | ---------------- | ------------- | ------------------ | ------------- | ---------------- | --------- | --------- | ---------- | ---------- |
| Yann Siccardi | 60 kg masculinos | Exento        | Takato L 0000–1010 | No avanzó     | No avanzó        | No avanzó | No avanzó | No avanzó  | No avanzó  |